# Ricardo Mammarella
Ricardo Mammarella (Caracas, Venezuela, 8 de diciembre de 1980) es un exportero de fútbol. Actualmente trabaja como entrenador de porteros de Tauro Fútbol Club de la Liga Panameña de Fútbol.

## Clubes

### Como jugador
| Club                      | País      | Año         |
| ------------------------- | --------- | ----------- |
| Caracas FC                | Venezuela | 1997 - 2004 |
| Estrella Roja Fútbol Club | Venezuela | 2004 - 2008 |
| Deportivo Italia          | Venezuela | 2008 - 2009 |
| Deportivo Petare          | Venezuela | 2009 - 2010 |

### Como entrenador
| Club                                      | País      | Años        |
| ----------------------------------------- | --------- | ----------- |
| Deportivo Petare (entrenador de porteros) | Venezuela | 2010 - 2014 |
| Tauro FC (entrenador de porteros)         | Panamá    | 2016 - Act  |

- Datos: Q6108304